# روالد آس
روالد آس (بالنرويجية: Roald Aas)‏ (و. 1928 – 2012 م) هو متزلج سريع، وراكب دراجة هوائية نرويجي، ولد في أوسلو، شارك في الألعاب الأولمبية الشتوية 1960، والبطولة الأوروبية في التزلج السريع لدورة كاملة للرجال 1954 ‏، والبطولة الأوروبية في التزلج السريع لدورة كاملة للرجال 1955 ‏، والبطولة الأوروبية في التزلج السريع لدورة كاملة للرجال 1953 ‏، والبطولة الأوروبية في التزلج السريع لدورة كاملة للرجال 1952 ‏، والبطولة الأوروبية في التزلج السريع لدورة كاملة للرجال 1951 ‏، والبطولة الأوروبية في التزلج السريع لدورة كاملة للرجال 1956 ‏، وبطولة أوروبا في التزلج السريع للرجال لسنة 1958 ‏، وبطولة أوروبا في التزلج السريع للرجال لسنة 1957 ‏، وبطولة أوروبا في التزلج السريع للرجال لسنة 1960 ‏، وبطولة أوروبا في التزلج السريع للرجال لسنة 1959 ‏، وتزلج سريع في الألعاب الأولمبية الشتوية 1952 – رجال 1500 متر ‏، وبطولة العالم في التزلج السريع للرجال لسنة 1960 ‏، وبطولة العالم في التزلج السريع لدورة كاملة للرجال 1958 ‏، و1951 World All-Round Speed Skating Championships for Men ‏، والألعاب الأولمبية الشتوية 1952، والألعاب الأولمبية الشتوية 1956، وبطولة العالم في التزلج السريع للرجال لسنة 1959 ‏، وبطولة العالم في التزلج السريع لدورة كاملة للرجال 1952 ‏، وبطولة العالم في التزلج السريع لدورة كاملة للرجال 1955 ‏، وبطولة العالم في التزلج السريع لدورة كاملة للرجال 1954 ‏، وبطولة العالم في التزلج السريع لدورة كاملة للرجال 1957 ‏، وبطولة العالم في التزلج السريع لدورة كاملة للرجال 1956 ‏، وتزلج سريع في الألعاب الأولمبية الشتوية 1960 – رجال 1,500 متر ‏، توفي في أوسلو، عن عمر يناهز 84 عاماً.

## جوائز
حصل على جوائز منها:
- Egebergs Ærespris [الإنجليزية]‏ (1956).

## روابط خارجية
- روالد آس على موقع أرشيف الدراجات (الإنجليزية)
- روالد آس على موقع إحصائيات الدراجات الإحترافية (الإنجليزية)
- روالد آس على موقع SpeedSkatingBase.eu (الإنجليزية)
- روالد آس على موقع SpeedSkatingNews.info (الإنجليزية)
- روالد آس على موقع SpeedSkatingStats.com (الإنجليزية)
- روالد آس على موقع اللجنة الأولمبية الدولية (الإنجليزية)
- روالد آس على موقع أوليمبيديا (الإنجليزية)